# Николаевский спортивный клуб
«Николаевский Спортивный клуб» — спортивный клуб из Николаева, основанный в 1913 году на базе николаевского «Атлетик-Клуба». Основан в 1908 году под названием «Зебра». Объединял спортсменов-любителей. Многократно становился чемпионом города Николаева по футболу. Состоял членом Всероссийского футбольного союза. Участвовал во втором розыгрыше первенства Российской империи по футболу (1913 год). Цвета клуба — синий и белый.

## История

### Zebra

Команда «Зебра», 1911 г. Нижний ряд — Винер, ?, Рябов, ?, ?; средний ряд — Дмитриев, Севастопольский, Збинский; верхний ряд — Верман, Сибер, ?

В конце 1908 года в Николаеве члены местной английской колонии — доверенные иностранных фирм и служащие хлебных контор — учредили свою футбольную команду под названием «Zebra» («Зебра», иногда «Футбол-Клуб „Зебра“»). Организатором команды стал служащий хлебной конторы Чарльз Клавел Бейт. В первые годы «Зебра» устраивала матчи исключительно с английскими моряками на Адмиралтейской площади Николаева.

Основатель клуба — Чарльз Клавел Бейт

В 1911 году «Зебра» провела первые междугородние матчи с соседями из Одессы. Первый матч прошёл в июне в Одессе, и был проигран «Одесскому кружку „Футбол“» 0:2. Первая победа была одержана 30 октября в Николаеве над Одесским Британским Атлетическим Клубом. Победный мяч забил Панхоке на 88-й минуте.

### Николаевский Атлетик-Клуб
В 1912 году было решено легализовать «Футбол-Клуб „Зебра“». Для этого команду преобразовали в «Николаевский Атлетик-Клуб» и 2 марта 1912 года в канцелярию николаевского градоначальника контр-адмирала Мозговского был подан для утверждения устав нового спортивного общества. Устав был утверждён и «Атлетик-Клуб» стал первым официальным николаевским футбольным клубом.
В том же году по инициативе «Атлетик-Клуба» и других местных команд организовывается Николаевская футбольная Лига. Под эгидой Лиги устраивается первый чемпионат города. В розыгрыше приняли участие 8 местных команд и вторая команда «Атлетик-Клуба». Главная команда «Атлетик-Клуба» участия в чемпионате не принимала, вследствие того, что все команды, принимающие участие в состязаниях, признали его первенство.
В марте 1913 года «Атлетик-Клуб» провёл 2 своих последних матча против сильнейшей команды Киева «Политехники» (чемпион Киева 1912, вице-чемпион Киева 1913). Матчи завершились 1:1 и 0:2. Киевляне оказались сильнее.

### Николаевский Спортивный клуб
В феврале 1913 года «Атлетик-Клуб» был реорганизован в «Николаевский спортивный клуб». Переработанный устав «Спортивного клуба» был утверждён 30 апреля 1913 года николаевским градоначальником Мязговским. Согласно уставу, целью клуба было распространение в Николаеве спортивных игр: футбол, лаун-теннис, крокет, хоккей, крикет, фехтование, катание на коньках, гимнастика. Клуб имел в своём распоряжении арендуемое футбольное поле на пересечении улиц Садовой и Пограничной, а также три площадки для лаун-тенниса.

Николаевский Спортивный клуб. 1913 г. Верхний ряд — Коровин, Нестеренко, Севастопольский, Дембар, Бейт, Збинский; нижний ряд — Лепехин, Карев, Шрамм, Гальперин, Свирин

### Чемпионат России
В 1913 году «Николаевский спортивный клуб», будучи единственным официально утверждённым клубом в Николаеве и состоящим членом Всероссийского футбольного союза, получил приглашение из Петербурга принять участие во втором розыгрыше первенства России. В чемпионате Российской империи принимали участие сборные команды городов империи: Петербурга, Москвы, Харькова, Одессы, Киева и Николаева. В качестве сборной Николаева на турнир отправились игроки «Спортивного клуба». Точнее не отправились. Турнир должен был открываться 18 августа в Николаеве матчем местной сборной против сборной Одессы, однако из Петербурга пришла телеграмма о переносе матча в Одессу на поле ОБАКа. Николаевцы проявили характер, и в знак протеста не явились на матч. Игра не состоялась. Одесситам была засчитана первая победа, а николаевцы выбыли из соревнований. Большинство справочной литературы указывает, что матч состоялся, и был выигран одесситами со счётом 3:2, однако эта игра прошла намного раньше — 19 мая.

### 1914—1923
В 1914 году в Одессе и Николаеве провёл 5 поединков с местными командами первый зарубежный клуб. Им стал стамбульский «Фенербахче», чемпион Стамбула 1912/13 гг. Против «Николаевского спортивного клуба» турки провели 2 матча. 5 июня николаевцы праздновали победу — 1:0, 8 июня «Фенербахче» взял уверенный реванш — 0:3.
В период 1914—1918 «Н. С. К.» принимал участие в Чемпионатах города. Турниры проводились дважды в год — весной и осенью. «Спортивный клуб» был безоговорочным лидером города, ни разу не покидая лидерскую тройку. 5 раз клуб становился чемпионом, 2 раза — вторым и лишь один раз — третьим.
Во время оккупации города 1919—1920 в Николаеве существовали всего две команды: «Спортивный клуб» и «Унион». Они иногда играли между собой или с командами оккупантов, однако «Спорт клуб» считается чемпионом города и тех лет.
В 1920 году Красная Армия заняла город, и в следующем году чемпионаты города восстановились. В весеннем чемпионате 1921 года лидеры подтвердили своё реноме: «Спортивный клуб» — первый, «Унион» — второй. Третьей стала молодая команда Судостроительной верфи под названием «Наваль».
На протяжении двух следующих лет «Николаевскому спортивному клубу» удавалось оставаться лидером. В городе начали образовываться футбольные клубы среди рабочих. Весной 1923 года «Н. С. К.» в последний раз стал чемпионом города. Осенью стал третьим и после этого исчез, окончательно уступив место новым командам. Одновременно с «Н. С. К.» был ликвидирован и «Унион». Лучшие игроки обеих команд вошли в состав команды «Профинтерн», организованной в том же году при Окрпрофбюро.

## Прежние названия
- 1908—1912: Зебра (англ. Zebra)
- 1912—1913: Николаевский Атлетик-Клуб (Николаевскій Атлетикъ Клубъ)
- 1913—1923: Николаевский Спортивный клуб (Николаевскій Спортингъ-Клубъ)

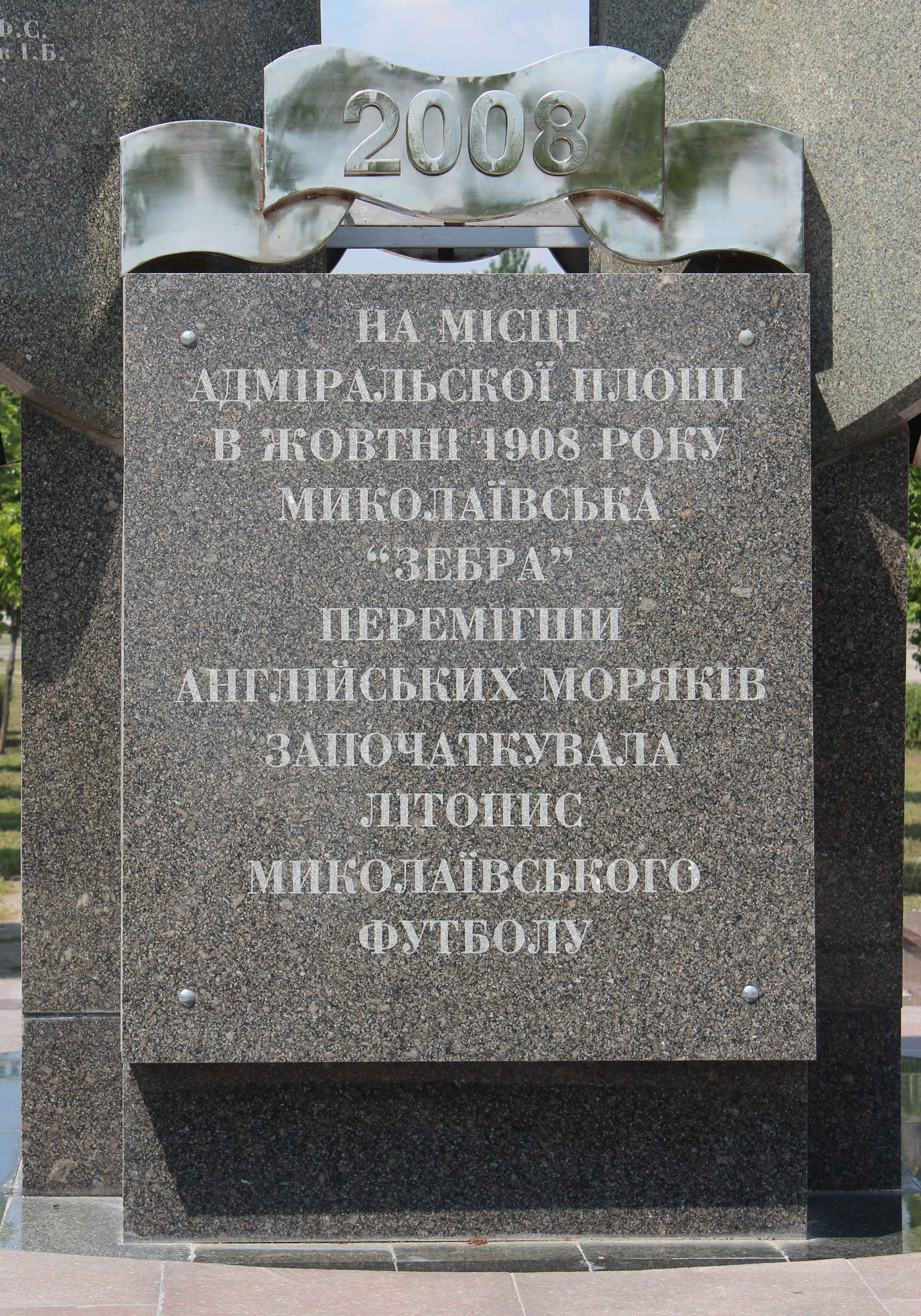
Табличка на монументе столетия николаевского футбола

## Достижения
- Чемпион города Николаева — 13 раз — 1912, 1914 (в), 1916 (в), 1916 (о), 1917 (о), 1918 (о), 1919, 1920, 1921 (в), 1921 (о), 1922 (в), 1922 (о), 1923 (в).
- Серебряный призёр — 2 раза — 1914 (о), 1915 (в).
- Бронзовый призёр — 2 раза — 1917 (в), 1923 (о).
- Участник Чемпионата России 1913 — 1/4 финала.

## Столетие николаевского футбола
Команда «Зебра» является участницей первого футбольного матча, проходившего на территории Николаевской области. Матч состоялся в октябре 1908 года, и именно с эта дата является официально принятой датой рождения футбола на николаевщине. В 2008 году к столетию местного футбола и в память об историческом матче в городе Николаеве был сооружён монумент с памятной табличкой.